# Andrea Tabanelli

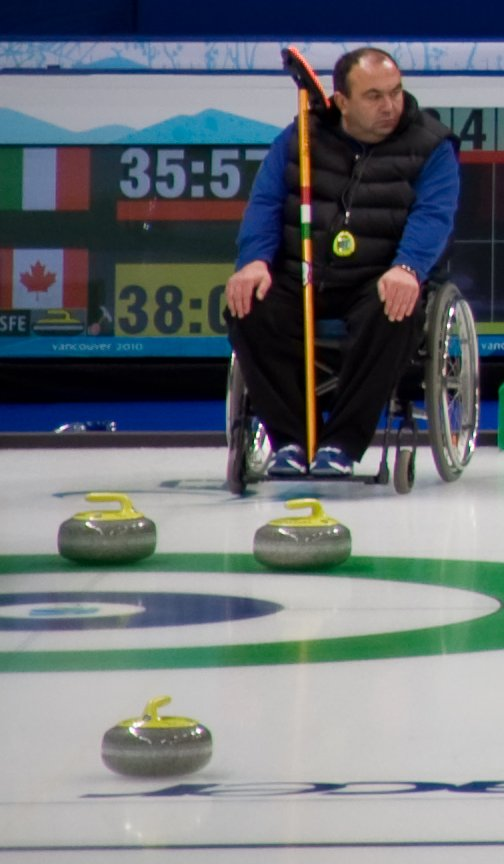
Andrea Tabanelli bei den Winter-Paralympics 2010 in Vancouver.

Andrea Tabanelli (* 16. April 1961 in Perugia; † 27. Oktober 2020 im Aostatal) war ein italienischer Rollstuhlcurler.
Bei den Winter-Paralympics 2006 in Turin gehörte er der italienischen Rollstuhlcurlingmannschaft an. Vier Jahre später bei den Winter-Paralympics 2010 in Vancouver nahm er ebenfalls teil und fungierte als Skip der Mannschaft.
In seiner Freizeit war Tabanelli als Handbikefahrer aktiv.